# The Middle of Starting Over
"The Middle of Starting Over" es una canción de la cantante estadounidense Sabrina Carpenter. Lanzada por Hollywood Records el 20 de agosto de 2014 como segundo sencillo de su EP debut y aparece en su primer álbum de estudio, Eyes Wide Open, lanzado un año después. La canción fue producida por Brian Malouf con Jim McGorman y Robb Vallier que también escribieron la canción junto con Michelle Moyer y Sabrina Carpenter.
La canción trata acerca de comenzar una nueva vida y dejar los problemas atrás. Tiene una letra muy inspiradora  y una gran composición con diferentes instrumentos.

## Antecedentes y composición
La canción fue grabada para el EP debut de la cantante, fue confirmada como segundo sencillo en Twitter, fue elegida como sencillo debido a que era muy pegadiza y se esperaba que fuera un éxito, aunque la canción obtuvo buenos comentarios por parte de los críticos, quienes elogiaron la voz de la solista.Pero por otro lado, contó con un éxito moderado en Radio Disney.